# Alpnach
Alpnach is een gemeente in het Zwitserse kanton Obwalden. Alpnach telt 5216 inwoners en bestaat uit de plaatsen (Ortsteile) Alpnach Dorf, Alpnachstad en Schoried.
Aan Alpnachstad mondt de Sander Aa uit in het Meer van Alpnach, een zijarm van het Vierwoudstrekenmeer.

## Geboren
- Niklaus Küchler (1941-), advocaat, notaris en politicus